# 滝口丈夫
瀧口 丈夫（たきぐち たけお、1907年8月6日 - 2002年9月21日）は、日本の経営者。東京都出身。

## 経歴
1931年に慶應義塾大学経済学部経済学科を卒業し、同年に日本石油に入社。1960年に取締役に就任し、1961年5月に常務を経て、1968年5月に副社長に就任し、1970年5月には社長に昇格。1978年6月に会長に就任し、1980年6月から相談役を務めた。
石油連盟会長、日本経営者団体連盟・経済団体連合会各常任理事なども務めた。
1970年10月に藍綬褒章を受章。
2002年9月21日肺炎のために死去。95歳没。